# تظاهرات ۳۰ خرداد ۱۳۶۰

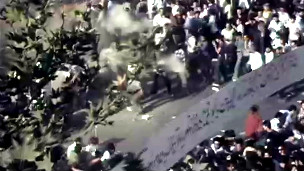
صحنه‌ای از رویدادهای ۳۰ خرداد ۱۳۶۰

تظاهرات ۳۰ خرداد ۱۳۶۰ یک نقطه عطف در تاریخ سیاسی ایران به‌شمار می‌رود، به دنبال فراخوان به تظاهرات توسط سازمان مجاهدین خلق، در اعتراض به سرکوب آزادی‌ها و طرح عدم کفایت سیاسی ابوالحسن بنی‌صدر رئیس‌جمهور وقت، در مجلس شورای اسلامی توسط این سازمان سازماندهی شده بود. این تظاهرات مسالمت‌آمیز که حدود ۵۰۰ هزار نفر در تهران در آن شرکت کردند، با دستور روح‌الله خمینی، رهبر انقلاب اسلامی که از رادیو اعلام گردید به گلوله بسته شد، و ده‌ها نفر کشته و هزاران نفر دستگیر شدند که تعدادی از آنها همان شب بدون محاکمه و بدون اینکه حتی اسمشان مشخص باشد اعدام گردیدند. به‌دنبال سرکوب خونین تظاهرات توسط حاکمیت، سازمان مجاهدین خلق، هرگونه اصلاح حکومت را غیرممکن دانسته و این روز را پایان مبارزه مسالمت‌آمیز اعلام کرد.

## پیشینه
پس از پیروزی انقلاب ۱۳۵۷ مجاهدین به دنبال استقرار آزادی و دموکراسی در ایران بودند. در دیماه ۱۳۵۸ سازمان مجاهدین، مسعود رجوی را به عنوان نامزد اولین دوره انتخابات ریاست‌جمهوری ایران (۱۳۵۸) معرفی کرد، احزاب و گروه‌های سیاسی مختلف و همچنین اقلیت‌های قومی و مذهبی از کاندیداتوری او حمایت کردند. اما در پی اعلام خمینی مبنی بر اینکه کسانی که به قانون اساسی رأی نداده‌اند، نمی‌توانند کاندید شوند، مسعود رجوی از کاندیداتوری خود انصراف داد. روز ۱۰ بهمن ۱۳۵۸ در زمین چمن دانشگاه تهران میتینگ سازمان مجاهدین در اعتراض به کشته شدن عباس عمانی به‌دست چماقداران برگزار شد و مسعود رجوی در سخنرانی خود با عنوان آینده انقلاب گفت: «یا للمسلمین! پس کجایید؟ چرا صدایتان در نمی‌آید؟... مگر نمی‌بینید که چطور طرفداران ما را در نظام جمهوری اسلامی سر می‌برند؟... وای به روزی که تصمیم بگیریم مشت را با مشت و گلوله را با گلوله پاسخ بدهیم.» علیرغم این مجاهدین در اسفند ۵۸ به‌صورت گسترده وارد انتخابات مجلس شورای ملی شده و در استانهای مختلف کاندیدا معرفی کردند، همزمان میتینگ‌های بزرگی در شهرهای تهران، تبریز و رشت برگزار کرده و برنامه انتخاباتی خود را اعلام نمودند، اما حکومت با دو مرحله‌ای کردن انتخابات و تقلبات گسترده، مانع از حضور حتی یکنفر از کاندیداهای مجاهدین به مجلس شد. با گذشت زمان محدودیت‌ها و فشار علیه سازمان‌ها و احزاب سیاسی و به خصوص مجاهدین خلق بیشتر می‌شد. هوادارانشان مورد حمله چماقداران و لباس‌شخصی‌ها قرار می‌گرفتند. ازجمله نسرین رستمی دانش‌آموز اهل شیراز در ۳۰ فروردین ۱۳۵۹ در این شهر با شلیک گلوله کشته شد. در خرداد ۱۳۵۹ در حمله‌ای گسترده همراه با شلیک گلوله و گاز اشک‌آور به میتینگ بزرگ مجاهدین در ورزشگاه امجدیه، مصطفی ذاکری از هواداران مجاهدین بر اثر شلیک پاسداران کشته شد. در ۴ تیرماه ۱۳۵۹ خمینی آشکارا علیه مجاهدین، موضع گرفت. مجاهدین با هوشیاری سیاسی همراه با تعطیلی انتشار نشریه مجاهد ستادها و فعالیت‌های خودشان را تعطیل کردند تا تا نهایت مدارا را نشان دهند. مسعود رجوی در سخنرانی‌های مختلف روی آزادی‌های اجتماعی و سیاسی تأکید داشت و سازمان مجاهدین با هدایت وی، به بهای بیش از ۷۰ کشته و هزاران زندانی آخرین قطره از فضای سیاسی را تا ۳۰ خرداد ۱۳۶۰ که خمینی حکومت را یک‌پایه کرد ادامه دادند.
روز ۲۰ خرداد خمینی، ابوالحسن بنی‌صدر را از فرماندهی کل نیروهای مسلح عزل کرد. روز ۲۵ خرداد خمینی در یک سخنرانی شدیداللحن طرفدارانش را برای جلوگیری از تجمع اعتراضی جبهه ملی علیه لایحه قصاص به خیابانها کشاند و پاسداران مانع از شکل‌گیری این تظاهرات شدند.

## تصمیم‌گیری
مسعود رجوی ضرورت برگزاری تظاهرات را اینچنین گفته است: «می‌بایست به هر ترتیب و با هر قیمت یک تظاهرات بزرگ توده‌ای را بار دیگر آزمایش نمود. آخرین تجربه مسالمت‌آمیز را نیز حتی به منظور اتمام حجت سیاسی و تاریخی باید از سر گذراند… این طرح می‌باید به این مسئله جواب می‌داد که چگونه می‌توان در بحبوحه اختناق مطلق، بدون اعلام قبلی و بدون کمترین اطلاع دشمن، یک تظاهرات مسالمت‌آمیز چند صد هزار نفری در روز روشن در خیابان‌های تهران ترتیب داد؟»

## برگزاری تظاهرات
در این مقطع، تنها نیروی سیاسی که هنوز علناً از ابوالحسن بنی‌صدر پشتیبانی می‌کرد، سازمان مجاهدین خلق بود. روز ۲۹ خرداد ۱۳۶۰، مسعود رجوی رهبر مجاهدین خلق، همراه بنی صدر که در خفا به سر می‌برد، مردم را به قیام فراخواندند و از هوادارانشان خواستند تا علیه حکومت در خیابان‌ها حضور یابند. روز بعد، تظاهرات ۳۰ خرداد ۱۳۶۰ در تهران و شهرهای دیگر برگزار شد که حکومت با شدت آن را سرکوب کرد.
از چند روز پیش از ۳۰ خرداد و به منظور زمینه‌سازی برکناری بنی‌صدر توسط مجلس با اکثریت حزب جمهوری اسلامی، دادستانی انقلاب مرکز به سرپرستی اسدالله لاجوردی ممنوعیت برگزاری هرگونه تظاهرات را در تهران اعلام کرده بود. اما علی‌رغم این در روز ۳۰ خرداد صدها هزار نفر در تهران و سایر شهرها در اعتراض به سرکوب آزادی‌ها و برکناری رئیس‌جمهور و حذف منتقدان به خیابان‌ها آمدند. این تظاهرات در شهرهای مختلف کشور نظیر تهران، اصفهان، تبریز، شیراز، مشهد، اهواز، اراک، زاهدان، ساری، سنندج، همدان، بندرعباس و ارومیه به راه افتاد.
مجتبی طالقانی در خصوص این روز عقیده دارد بر اساس شنیده‌هایش از مکالمات بی‌سیم نیروهای کمیته و سپاه، خمینی دستور تیراندازی به مخالفان را داده بود

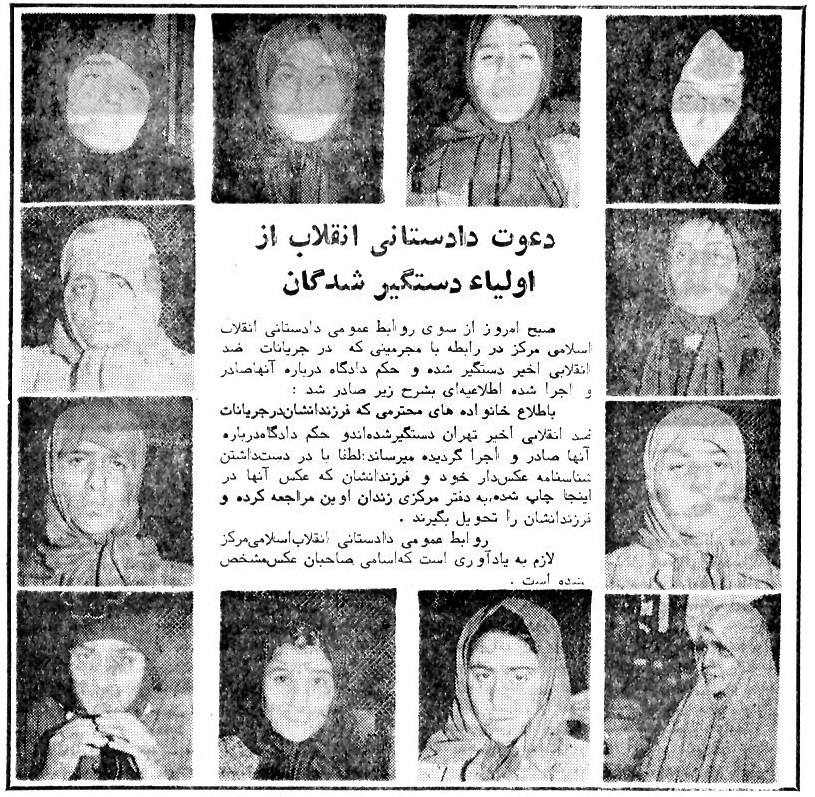
اعدام نوجوانان بدون اینکه اسمشان مشخص باشد

درگیری‌های تهران اغلب در نقاط مرکزی شهر از جمله خیابان انقلاب، میدان فردوسی، میدان منیریه، خیابان طالقانی، خیابان ولی‌عصر و ... روی داد. با اعلام خمینی مبنی بر اینکه «آنان که علیه حاکمان شرع حرف می‌زنند، با اسلام به مبارزه می‌پردازند»، این تظاهرات توسط نیروهای حکومت به رگبار بسته شد. چنان‌که تنها در اطراف دانشگاه تهران حدود ۵۰ نفر کشته، ۲۰۰ نفر مجروح و ۱۰۰۰ نفر دستگیر شدند. روزنامه اطلاعات ۳ تیر ۱۳۶۰ همراه با درج اطلاعیه دادستانی انقلاب کشور عکس ۱۲ دختر نوجوان را منتشر کرد که بدون احراز هویت به اعدام شدند و دادستانی از اولیاء این افراد خواسته بود که برای تحویلگیری اجساد آن‌ها به دفتر مرکزی زندان اوین مراجعه نمایند. پس از کشتار تظاهرات مسالمت‌آمیز مجاهدین در ۳۰ خرداد ۱۳۶۰ و اعدام‌های پس از آن توسط حکومت خمینی، پایان دوران فعالیت‌های سیاسی سازمان مجاهدین خلق و شروع مبارزه مسلحانه رقم خورد.
در این ایام تعدادی از افرادی که از روز ۲۵ خرداد همان سال تا زمان خروج بنی صدر از کشور، با مخفی کردن وی، او را از احتمال دستگیر شدن مصون نگه‌داشته بودند، دستگیر شدند. برخی از این افراد اعدام، برخی زندانی و برخی (از جمله، داریوش فروهر) در سال‌های بعد، به قتل رسیدند.

### گزارش عفو بین‌الملل
عفو بین‌الملل در گزارش سالانه ۱۹۸۱ آورده است: «در تاریخ ۳۰ ژوئن ۱۹۸۱ (۹ تیر ۱۳۶۰)، دادگاه‌های انقلاب اسلامی دست‌کم ۳۶ تن از جوانان مرد و زن، از جمله چند نفر زیر ۱۸ سال، را پس از محاکمات مختصر و بدون دسترسی به وکیل مدافع، به اتهام moharebeh (محاربه) و ifsad-fil-arz (افساد فی‌الارض) اعدام کردند. گزارش‌ها حاکی است که بسیاری از این زندانیان پیش از اجرای حکم تحت شکنجه و رفتارهای غیرانسانی قرار گرفته بودند.»

### دیدگاه‌ها
مسعود رجوی: «تا آنجا که به ما مربوط بود بعد از انقلاب ضدسلطنتی مردم ایران، هرگز خواهان قهر، درگیری و مقابله خونین و مسلحانه نبودیم و از آن استقبال نمی‌کردیم. اما وقتی که خمینی، روزنامه‌ها را بست، احزاب را تعطیل کرد و سرکوب را در گسترده‌ترین نوعش، تحت‌عنوان حزب‌اللهی یا نهادهای به‌اصطلاح انقلاب برقرار کرد، مدتی مستمراً اتمام‌حجت می‌کردیم. از مجلس ملی خبری نبود، احزاب سرکوب شده، روزنامه‌ها دهان‌دوخته، چماق تکفیر و انواع و اقسام چماق‌ها نیز تحت نام مذهب، بر سر مردم‌مان می‌بارید. ۲سال و چندماه بعد از حاکمیت ارتجاع، یعنی در ۳۰ خرداد ۱۳۶۰ در حالی‌که همه راه‌های مسالمت را درنوردیده بودیم، این خمینی بود که ما را در معرض یک انتخاب بزرگ و تاریخی قرار داد. این‌جا بود که ما باید انتخاب می‌کردیم. یا ننگ تسلیم را می‌پذیرفتیم یا شرف مقاومت را؛ و خوشبختانه که شرفمان را حفظ کردیم.»
اکبر هاشمی رفسنجانی، رئیس وقت مجلس شورای اسلامی، در خاطرات خود آشوب‌های روز ۳۰ خرداد را اینگونه بازگو می‌کند: «گروهک‌های مجاهدین خلق و پیکار و رنجبران و اقلیت فدایی و… تدارک وسیعی برای ایجاد آشوب و جلوگیری از کار مجلس دیده بودند و به نحوی اعلان مبارزه مسلحانه کرده‌اند. از ساعت چهار بعد از ظهر به خیابان‌ها ریختند و تخریب و قتل و غارت و آشوب را در تهران و بسیاری از شهرستان‌ها آغاز کردند. کم‌کم نیروهای سپاه و کمیته‌ها و حزب‌اللهی‌ها به مقابله برخاستند. من در مجلس بودم. صدای تیراندازی از چندین نقطه شهر به گوش می‌رسید. خبر از جراحت و شهادت عده‌ای نیز می‌رسید… نزدیک غروب آقای زواره‌ای، مسئول ستاد امنیت آمد و نوار ضبط شده از ارتباطات تلفنی مرکز فرماندهی مجاهدین خلق با رابط‌های آشوب خیابانی را آورد که برنامه وسیع تخریب و آشوب آنها را مشخص می‌کرد. اوایل شب آشوبگران شکست خوردند و متفرق شدند، بدون اینکه کار مهمی از پیش ببرند، به جز تخریب چند ماشین و مرگ و جرح چند نفر از طرفین.»
منصور حکمت: به باور وی تظاهرات ۳۰ خرداد ۱۳۶۰ نقطهٔ پایان روند انقلاب مردم ایران بود که از تظاهرات ۱۷ شهریور آغاز شده‌بود و طی این فاصله نیروهای راستگرای داخلی و خارجی تلاش کردند تا جلوی انقلاب مردم را بگیرند. به باور او با بالا گرفتن اعتراضات مردمی، حکومت محمدرضاشاه از سرکوب مردم ناتوان بود و رسانه‌ها و دولت‌های غربی که خطر پیروزی انقلاب را احساس می‌کردند، اقدام به تقویت جریان اسلامی و رهبری اسلامگرایان کردند. با این وجود تا ۳۰ خرداد ۱۳۶۰ هنوز فضایی نیمه‌باز وجود داشت و جمهوری اسلامی نتوانسته‌بود حکومت خود را به‌طور کامل مستقر سازد و تثبیت این حکومت بعد از سرکوب اعتراضات ۳۰ خرداد ۱۳۶۰ متحقق شد. حزب کمونیست کارگری ایران به رهبری حکمت در خرداد ۱۳۸۰ همزمان با بیستمین سالگرد این اعتراضات، کمپینی به نام «افشای واقعهٔ ۳۰ خرداد و گرامیداشت جانباختگان ۳۰ خرداد» راه‌اندازی کرد.
فرخ نگهدار رهبر وقت سازمان فدائیان خلق ایران (اکثریت) بر این عقیده است که ورود مجاهدین به فاز نظامی و ورود حکومت به خشونت حداکثری مشخصه اصلی این نقطه عطف تاریخی اند. و ورود مجاهدین به به فاز نظامی اشتباه بوده زیرا با این عمل در تقابل با اکثریت مردم، که حامی خمینی و حکومت بودند قرار گرفته و تاب و توان مقاومت در برابر خشونت حکومت‌گران را از دست داده و مقاومت در برابر حکومت را ضعیف کردند. او می‌گوید که: «در آخرین دیدار بین ما و مجاهدین، مسعود رجوی گفته بود: «هرچه زودتر وارد «فاز نظامی» شوند شانس پیروزی بیشتر است.» و من اصرار داشتم که گرچه سرکوب در چشم‌انداز محتمل است، اما هرچه دیرتر رخ دهد خسارات آن کمتر و توان مقاومت مردمی گسترده‌تر خواهد بود.»
سازمان فدائیان خلق ایران (اکثریت) در نشریه کار شماره‌های ۱۱۵ تا ۱۱۷ در تحلیل خو بیان می‌کند که حکومت با اعدام‌های بی‌رحمانه، شتابزده و گسترده باعث می‌شود که مجاهدین در وضعیتی گیرند که ادامه راهشان بجز خشونت نباشد.